# Frédéric Duc
 (octobre 2019).
Si vous disposez d'ouvrages ou d'articles de référence ou si vous connaissez des sites web de qualité traitant du thème abordé ici, merci de compléter l'article en donnant les références utiles à sa vérifiabilité et en les liant à la section « Notes et références ».
Frédéric Duc (1883-1975) est un ecclésiastique français qui fut évêque de Maurienne (1946-1954). 

## Biographie
Frédéric Duc naît le 4 septembre 1883, à Montgilbert, dans la vallée de la Maurienne (Savoie), second d'une famille de quatre enfants. Ses parents sont Joseph Duc et son épouse Sabine Rechu. 
Il étudie aux séminaires de Saint-Jean-de-Maurienne puis d'Annecy et est ordonné prêtre le 11 juillet 1909 pour le diocèse de Maurienne. Il enseigne au séminaire de Maurienne avant de servir comme infirmier militaire pendant la Première Guerre mondiale.
Après la guerre, il est successivement vicaire à Saint-Jean-de-Maurienne (1919-1921), curé d’Aussois (1921-1924) puis de Modane (1924-1937) avant d'être nommé vicaire général. 
Le 30 mai 1944, il est choisi comme évêque in partibus infidelium titulaire de Canatha (de) pour devenir coadjuteur de l'évêque, Auguste Grumel. Sa consécration a lieu le 25 juillet 1944.
Après le décès de Grumel le 14 mars 1946, il lui succède sur le siège de Maurienne jusqu'au 11 janvier 1954, date de sa démission ; il est alors nommé évêque titulaire de Lydda et vient desservir, comme simple prêtre, la paroisse de Tournon. 
En 1964, il se retire dans une maison de retraite à Myans, où il meurt le 24 juin 1975, âgé de 91 ans.